# Rapistrum rugosum
Rapistrum rugosum là một loài thực vật có hoa trong họ Cải. Loài này được (L.) All. miêu tả khoa học đầu tiên năm 1785.